# Gabriel Kuku
Gabriel Kuku (* 22. November 2001 in München) ist ein deutscher Basketballspieler.

## Werdegang
Kuku, dessen Mutter aus Deutschland und dessen Vater aus dem Sudan stammt, verbrachte seine Jugend in Germering. Beim örtlichen SC Unterpfaffenhofen trieb er als Heranwachsender Handball, bevor er später in die Basketballabteilung des SV Germering wechselte. Ab 2018 spielte er beim MTSV Schwabing zunächst in der zweiten Herrenmannschaft in der Bayernliga, im Spieljahr 2019/20 trat er mit dem MTSV in der 1. Regionalliga sowie gleichzeitig mit der Internationalen Basketball Akademie München in der Nachwuchs-Basketball-Bundesliga an.
Er wechselte nach Niedersachsen zum VfL Stade, um dort ein Freiwilliges Soziales Jahr zu leisten, und erzielte für den Verein im Herbst 2020 in fünf Einsätzen in der 1. Regionalliga Nord einen Punktedurchschnitt von 19,6, ehe wegen der Covid-19-Pandemie keine Saisonspiele mehr stattfanden. Kuku ging zum SC Rist Wedel, für den er im Spieljahr 2021/22 in der 2. Bundesliga ProB 22 Einsätze bestritt. Während er dort mit 3 Punkten je Begegnung wenig zur Geltung kam, steigerte er diesen Durchschnitt auf 10 Punkte, als er 2022/23 bei den White Wings Hanau (ebenfalls 2. Bundesliga ProB) unter Vertrag stand.
Im Sommer 2023 nahm Kuku ein Angebot des BBC Coburg an. Im November 2023 wurde er, nachdem er beim BBC einen guten Saisonauftakt hingelegt hatte, erstmals beim Bundesligisten Bamberg Baskets eingesetzt, der mit den Coburgern zusammenarbeitet. Ende Februar 2024 erhielt er vom Bamberger Bundesligisten einen Dreijahresvertrag. Für Coburg spielte er noch bis zum Ende der Saison 2023/24, kam für den BBC in insgesamt 28 Drittligaeinsätzen auf 17,9 Punkte je Begegnung, wechselte dann fest nach Bamberg.
Im Sommer 2024 nahm Kuku ein Angebot des Zweitligisten PS Karlsruhe an.